# تیتوس فلاویوس کلمنس (کنسول)
تیتوس فلاویوس کلمنس (انگلیسی: Titus Flavius Clemens; ۱ ژانویهٔ ۰۰۵۰ – ۱ مهٔ ۰۰۹۵) سیاستمدار اهل روم باستان ی پسر عموی امپراتور دومیتیان بود که از ژانویه تا آوریل سال ۹۵ میلادی با او به عنوان کنسول روم خدمت کرد. اندکی پس از ترک کنسولگری، کلمنس به اتهام بی‌خدایی اعدام شد. شرایط دقیق همچنان نامشخص است. با گذشت زمان، او به عنوان یک شهید در مسیحیت اولیه در نظر گرفته شد.